# Guiler-sur-Goyen
 Guiler-sur-Goyen  (en bretón Gwiler-Kerne) es una población y comuna francesa, situada en la región de Bretaña, departamento de Finisterre, en el distrito de Quimper y cantón de Plogastel-Saint-Germain.

## Demografía
| 533 | 508 | 414 | 377 | 412 | 413 |
| Para los censos de 1962 a 1999 la población legal corresponde a la población sin duplicidades (Fuente: INSEE [Consultar]) |     |     |     |     |     |